# Krasni Kurgan
Krasni Kurgan - Красный Курган (rus) - és un khútor del krai de Krasnodar. Es troba a la plana de ponent del Caucas occidental, a la costa de la mar Negra. És a 14 km al nord d'Anapa i a 129 km a l'oest de Krasnodar.
Pertany al poble de Tsibanobalka.